# Destination X (tv-program)
|  | Denne artikel handler om det danske reality-tv-program Destination X fra 2025. For det tidligere wrestlingshow med samme navn se Destination X. |
Destination X er et dansk kombineret reality- og quizprogram sendt på DR1 og DRTV marts-april 2025. Med Søren Pilmark som vært skulle deltagerne i hvert af de 8 afsnit gætte på, hvilken destination deres bus kørte til. Den endelige vinder vandt 100.000 kr.
Tv-produktionsselskabet Mastiff A/S havde produceret programmet for DR.

## Idé
Ni såkaldt almindelige danskere rejser i en bus med blændede ruder igennem Europa til en hemmelig destination i hvert afsnit. Såvel seerne som seerne skal gennem udfordringer og hints gætte sig til, hvor bussen befinder sig. Den deltager, der ved afsnittets afslutning kommer med det gæt, der er længst væk fra det rigtige svar, må forlade programmet. Den første deltager, der når den endelige Destination X, vinder præmien på 100.000 kr. Seerne kan ligeledes gætte med hver uge og deltager dermed i en konkurrence om et rejsegavekort på 10.000 kr.

## Oprindelig inspiration
Tv-programmet er oprindelig et belgisk program, der også er blevet sendt i Frankrig og Holland. Samtidig med, at formatet blev afspillet i Danmark, var det i produktion for tv-stationerne BBC i Storbritannien og NBC i USA.

## Deltagere
Skuespilleren Søren Pilmark var vært for tv-programmerne. De ti deltagere var:
- Bertil Røll Schack, 23, Aarhus, studerende og musiker
- Celin Michelle Brenholdt, 24, Skovlunde, iværksætter
- Shahzad Latifi, 26, Aarhus, erhvervsrådgiver
- Daniel Madsbøll Steffensen, 28, København, personlig træner og content creator
- Piamalia Melene Janett Vagtholm, 60, Nørre Asmindrup, daglig leder
- Lisbeth Grove Mikkelsen, 37, Randers, head of marketing og iværksætter
- Martin Georg Haines, 52, Ålsgårde, sikringskonsulent
- Marlene Sloth Bentsen, 49, Åbyhøj, socialarbejdere og coach (Går ind i afsnit 3)
- Pernille Weis Lorenzen, 31, Silkeborg/København, jordemoder og sexolog
- Rasmus Felt, 37, Faxe, presse- og kommunikationschef

## Afsnit
1. Kan du regne den ud? (sendt 8. marts)
2. Vil du dele din information? (sendt 15. marts)
3. En ny konkurrent på bussen (sendt 22. marts)
4. Der er jo alper alle steder efterhånden (sendt 29. marts)
5. Hvem er din største konkurrent? (sendt 5. april)
6. Fra vand til vin (sendt 12. april)
7. Fremtiden er lys (sendt 19. april)
8. Hvem kommer først til Destination X? (sendt 26. april)

## Vinder
Vinderen af tv-programmet efter de otte episoder var den 28-årige personlige træner og coach Daniel Steffensen.

## Modtagelse
Berlingske gav realityshowet fire stjerner ud af seks i sin anmeldelse, roste Søren Pilmarks værtsrolle og mente, at programmet slægtede Den store bagedyst på i form af sympatiske ("sjove, skøre og velcastede") deltagere. Også B.T. gav fire stjerner og følte sig fint underholdt, men mente, at deltagerne i første afsnit virkede lovlig høflige og skrev, at selvom det lød uhøfligt, var det mere underholdende, hvis der opstod gnidninger undervejs.